# Basilica di San Nicola in Carcere
La basilica di San Nicola in Carcere è un luogo di culto cattolico del centro storico di Roma, situato nel rione Sant'Angelo.

## Storia

### I tre templi
In età repubblicana, tra il III secolo a.C. e il II secolo a.C. furono costruiti nel Foro Olitorio, allineati tra l'attuale sede stradale e il Tevere, tre templi, dedicati a Giunone Sospita, Giano e Spes.
L'attribuzione dei singoli edifici non è del tutto certa: non è chiaro se il tempio dedicato a Giunone fosse il più piccolo dei tre (in travertino di ordine dorico, le cui colonne sono murate nel fianco sinistro della chiesa), o quello centrale - il più recente - sul quale la chiesa è per gran parte costruita..
Il tempio di destra era presumibilmente quello dedicato a Giano, del quale si dice che era situato "iuxta Theatrum Marcelli", fondato al tempo della prima guerra punica. Appartengono a quest'ultimo tempio le colonne immerse nella muratura destra della chiesa, e nel campanile, costruito a cavallo del vicolo, è visibile lo spigolo della trabeazione. 
Il campanile a destra della chiesa è il riadattamento di una torre dei Pierleoni, che nell'XI secolo occupavano quest'area alle pendici del Campidoglio fino all'Isola Tiberina, e ai quali apparteneva anche la torre di fronte alla chiesa, salvata - sia pure con rimaneggiamenti - dal raschiamento del Campidoglio avvenuto negli anni trenta per l'apertura della Via del Mare. Una delle campane è ancora quella commissionata da Pandolfo Savelli nel 1289.
Negli ambienti sotterranei della chiesa, destinati in epoca medioevale a sepolcreto, sono visibili i podi dei tre templi e i due stretti vicoli che li separavano, nonché belle murature medioevali successive.
Nel podio del tempio centrale sono presenti piccole celle a volta che hanno presumibilmente originato la leggenda del carcere di San Pietro e la confusione di questo sito con il Tullianum. Vi si riconoscono oggi, invece, botteghe di cambiavalute - ipotesi verosimile, tenuto conto della destinazione commerciale della zona, prossima anche al Foro Boario.

### La chiesa cristiana

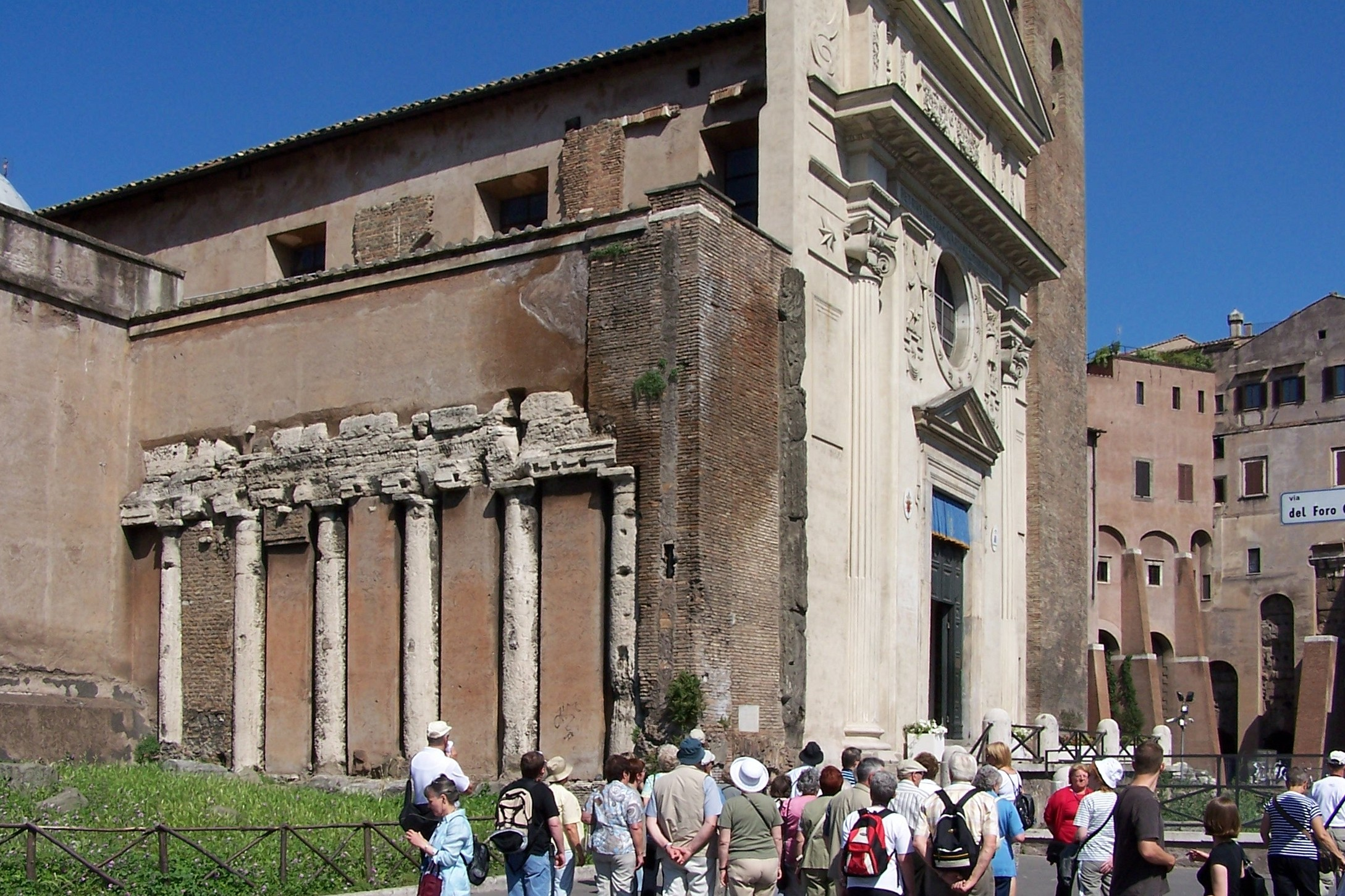
Sulla sinistra i resti del tempio della Speranza e sul lato destro la basilica

Una prima chiesa fu costruita in questa zona nel VI secolo, e un'iscrizione del X secolo è presente sulla colonna vicino all'ingresso, ma il primo riferimento a questa chiesa è una placca sulla facciata risalente al 1128. Costruita sulle rovine del Foro Olitorio, ricevette il nome "in carcere" da una prigione lì presente, che la tradizione, a partire dal XIII secolo, identificava col Carcere Tulliano, ma era invece risalente all'epoca bizantina ed era denominato Carcer ad Elephantum. La chiesa raccoglie spolia da antiche costruzioni, come evidente in particolare per le tre colonne del Tempio di Giunone Sospita che sono incorporate nelle facciate del X secolo e del 1599. L'organo della basilica è stato costruito da Nicola Morettini nel 1908 e possiede 9 registri. È tuttora in buono stato di conservazione e funzionante.
La dedica a san Nicola deriva dal fatto che nell'area viveva la comunità greca, che venerava particolarmente questo santo. Nell'XI secolo la chiesa era nota come di Petrus Leonis, dal nome della famiglia Pierleoni di origine giudea che aveva ristrutturato il vicino Teatro di Marcello per farne una fortezza. La chiesa venne ricostruita nel 1599: la facciata di Giacomo della Porta preservò il campanile medioevale, in origine una torre fortificata poi abbandonata.
La basilica oggi appare isolata dal tessuto storico abitativo; questa conformazione è dovuta ai grandi stravolgimenti urbanistici che alla metà degli anni '20 del Novecento portarono alla demolizione del quartiere medievale circostante.
La chiesa è sede del culto mariano: sia la Madonna di Pompei che la messicana Nostra Signora di Guadalupe sono qui molto venerate. 
Sotto l'altare maggiore vi è una vasca di basalto contenente le reliquie dei martiri.

## Artisti e opere

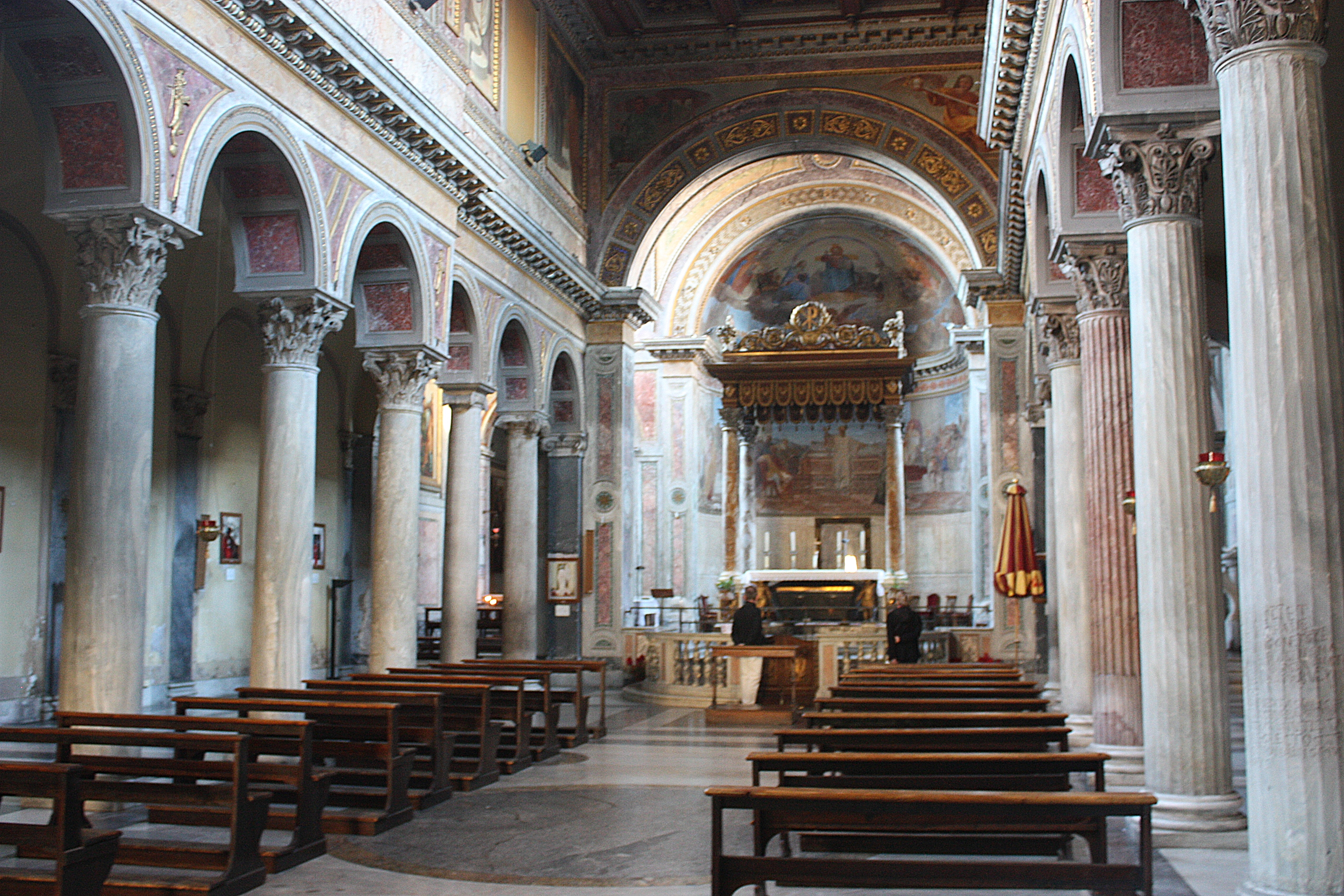
L'interno

- Giovanni Baglione detto il sordo del Barozzo: affreschi nella Cappella Aldobrandini
- Giovanni Francesco Barbieri detto il Guercino: l'opera Trinità ed Angeli
- Antonio di Benedetto Aquili detto Antoniazzo Romano: l'opera Madonna con Bambino del 1470
- Lorenzo Costa: pala d'altare "Ascensione di Cristo" del 1500-1510
- Giacomo Della Porta: riedificazione e arricchimento datato 1599
- Cristopher Hewetson
- Federico Fiori detto Barocci
- Guido Guidi
- Guidotto Pisano
- Orazio Gentileschi detto Lomi
- Vincenzo Pasqualoni[4]